# Iron Front: Liberation 1944
Iron Front: Liberation 1944 là một game bắn súng chiến thuật lấy bối cảnh Mặt trận phía Đông trong Thế chiến II. Với sự xuất hiện cả chiến dịch chơi đơn của phe Đức Quốc Xã và Liên Xô. Trò chơi được phát triển bởi X1 Software và AWAR dựa trên engine Real Virtuality của hãng Bohemia Interactive. Game được phát hành vào ngày 25 tháng 5 năm 2012 cho Microsoft Windows.

## Lối chơi
Iron Front: Liberation 1944 lấy bối cảnh miền Nam Ba Lan trong cuộc tấn công mùa hè của Liên Xô. Chiến dịch chơi đơn có thể được chơi theo góc nhìn từ phía Đức hoặc Liên Xô. Chiến dịch phe Liên Xô tập trung vào việc phá vỡ hệ thống phòng thủ của kẻ thù. Về phía Đức, nhiệm vụ là làm chậm bước tiến của quân đội Liên Xô. Chiến dịch bắt đầu bằng hành động bộ binh nhưng sau đó, người chơi sẽ điều khiển xe tăng và máy bay. Chúng bao gồm Panzerkampfwagen IV, Königstiger, IS-2, Focke Wulf 190, Stuka và Petlyakov PE-2.
Về phần chơi mạng bao gồm cả nhiệm vụ cộng tác và nhiệm vụ người chơi so tài với người chơi khác như Capture the Flag, Deathmatch, Attack and Defense và Blitzkrieg.
Trò chơi cũng bao gồm một công cụ tạo màn toàn diện và bao quát, cho phép người chơi tạo các nhiệm vụ của riêng họ và chia sẻ trực tuyến. Khả năng tùy biến game (mod) trong Iron Front: Liberation 1944 bị hạn chế hơn so với tựa game chính ARMA 2. Add-on và mod phải được phát hành với sự đồng ý của nhà phát triển dưới dạng DLC miễn phí hoặc trả phí.

## Đón nhận
Iron Front: Liberation 1944  nhận được nhiều ý kiến trái chiều từ giới phê bình khi phát hành. Trên Metacritic, game nắm giữ số điểm 55/100 dựa trên 20 đánh giá, cho biết "các đánh giá trái chiều hoặc trung bình."